# Języki środkowo-północnoindyjskie
Języki środkowo-północnoindyjskie – podgrupa językowa w obrębie języków indoaryjskich (indyjskich).

## Klasyfikacja wewnętrzna
Poniższa klasyfikacja oparta jest na podziale według Merritta Ruhlena.
Języki indyjskie
- Języki północnoindyjskie
  - Języki dardyjskie
  - Języki zachodnio-północnoindyjskie
  - Języki wschodnio-środkowo-północnoindyjskie
  - Języki wschodnio-północnoindyjskie
  - Języki środkowo-północnoindyjskie
    - Język parija
    - Język baludź
    - Język pendżabski
    - Język marwari
    - Język bandźari
    - Język malwi
    - Język Gade Lohar (Lahul Lohar)
    - Język gudźarati
    - Język bhili
    - Język khandesi
    - Język hindi
    - Język urdu
    - Język dogri
    - Język pahari (zachodni)
    - Język garhwali
    - Język kumauni